# Eberhard Arnold

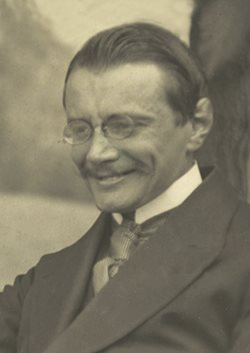
Eberhard Arnold

Eberhard Arnold (* 26. Juli 1883 in Hufen bei Königsberg, Ostpreußen; † 22. November 1935 in Darmstadt) war ein deutscher Theologe, Pädagoge, Publizist und Gründer der Bruderhofgemeinschaften.

## Leben
Sein Vater, Carl Franklin Arnold, geb. am 10. März 1853 in Williamsfeld, Ohio, USA, war zur Zeit von Eberhards Geburt Lehrer am Gymnasium in Königsberg. Seine Mutter, Elisabeth, geb. Voigt, stammte aus alten akademischen Kreisen und wurde am 20. September 1852 in Oldenburg geboren. Eberhard Arnold war das dritte Kind in seiner Familie. Er hatte einen Bruder und drei Schwestern. Er war noch ziemlich jung, als sein Vater als Theologe und Kirchenhistoriker an die Universität Breslau in Schlesien berufen wurde.
Aus Arnolds Jugendjahren wird erzählt, dass er ein ausgelassener Junge war, der besonders seinen Lehrern viel zu schaffen machte. Diese und auch die Eltern seiner Mitschüler waren nicht immer beglückt über den Einfluss, den er oft auf seine Kameraden ausübte. Auch stand er schon damals im Widerspruch zu seinem Elternhause, da er sich sehr zu den Armen und Landstreichern hingezogen fühlte. Er empfand diese als viel natürlicher und warmherziger als die Menschen des Bürgertums. Das war für seine Angehörigen oft schwer zu verstehen, und es gab schon damals manche Auseinandersetzungen.

Emmy und Eberhard Arnold mit ihren Kindern Emmy-Margret, Heini und Hardy um 1915

Schon 1899 als 16-jähriger Schüler in Breslau hatte Arnold einen starken inneren Ruf zur völligen Nachfolge Christi verspürt. In seiner Studentenzeit in Halle an der Saale stand er 1907 unter dem starken Eindruck einer Erweckungsbewegung, unter deren Einwirkung er und seine Braut Emmy von Hollander (1884–1980), die er im Dezember 1909 heiratete, schon damals aus der Staatskirche austraten, die urchristliche Glaubenstaufe annahmen und nach einer wahren Gemeinde im neutestamentlichen, urchristlichen Sinne suchten. Der Vater der Braut, Johann Heinrich von Hollander (1853–1920), war Rechtsgelehrter und Sohn des letzten deutschen Bürgermeisters von Riga, die Mutter Monika die Tochter von Piers Otto, zuletzt Pastor der lutherischen Gertrudisgemeinde in Riga.
Von 1905 bis 1909 studierte Arnold Theologie, Philosophie und Pädagogik; Ende 1909 wurde er an der Universität Erlangen mit der Dissertation über Urchristliches und Antichristliches im Werdegang Friedrich Nietzsches zum Dr. phil. promoviert. In den Jahren 1910 bis 1915 wirkte er als freier Redner und Schriftsteller von Halle, Leipzig und Berlin aus, um dann von 1915 bis 1920 literarischer Leiter des Furche-Verlages in Berlin und Herausgeber seiner Zeitschrift Die Furche zu werden. 1913/14 hielt er sich in Oberbozen am Ritten auf.
In jenen Jahren trat Arnold mit vielen lebendigen Vertretern der Jugendbewegung und des religiösen Sozialismus mit ihrem Streben nach einer ursprünglicheren Lebensform und nach wahrer Gerechtigkeit in Verbindung. Die Botschaft vom Reich Gottes von Blumhardt, Vater und Sohn, beeindruckte Arnold schon damals entscheidend, ebenso wie die radikale Lebensgestaltung im ursprünglichen Täufertum Mährens im 16. Jahrhundert, und vor allen Dingen das Zeugnis des Urchristentums im Neuen Testament von der Gütergemeinschaft der Jerusalemer Urgemeinde.
Im Sommer 1920 rief Arnold zusammen mit einigen Freunden (u. a. Normann Körber, Heinrich Schultheis) die Neuwerk-Bewegung ins Leben, eine religiös-soziale Vereinigung, deren Zusammenschluss auf der Pfingsttagung in Schlüchtern (Hessen) erfolgte. In Sannerz bei Schlüchtern bezog er mit seiner Frau und seinen fünf Kindern drei kleine Stuben im Hinterhaus einer Gastwirtschaft. Anfangs stand man in Kontakt mit dem bei Schlüchtern-Elm gelegenen Habertshof, auf dem Max und Maria Zink, die Eltern des Theologen Jörg Zink, siedelten und später Emil Blum eine der ersten Heimvolkshochschulen gründete. Von Sannerz siedelten sie dann 1927 nach dem nahegelegenen Sparhof in der Rhön um. Die Gemeinschaft wuchs beständig und umfasste bald etwa 80 bis 100 Erwachsene und Kinder. Der Eberhard Arnold-Verlag gab damals die Buchserie „Quellen christlicher Zeugnisse aus allen Jahrhunderten“ heraus, die etwa 20 Bände umfasste.
In den Jahren 1930 bis 1931 besuchte Arnold die Hutterer in Nordamerika. Dort vereinigte er sich im Dezember 1930 im Namen und Auftrag der Gemeinschaft in Deutschland mit den hutterischen Brüdern und wurde von ihnen mit der Sendung nach Deutschland und Europa beauftragt.
Nach seiner Rückkehr aus Amerika arbeitete Arnold an einer Neuauflage seines 1918 zuerst erschienenen Buches Innenland. Ein Wegweiser in die Seele der Bibel, die jedoch erst nach seinem Tode im Druck erschien. Er widmete sich damals auch besonders der Erforschung des reichhaltigen noch unveröffentlichten täuferischen und hutterischen Schrifttums, das er in Amerika und in den europäischen Bibliotheken vorfand. In diesen Jahren wuchs und erstarkte die Bruderhofgemeinschaft ständig. Sie wirkte auch durch Wort und Schrift stark nach außen, und ihre Mitgliederzahl nahm ständig zu.
Seit dem Machtantritt der Nationalsozialisten im Januar 1933 ergaben sich jedoch erhebliche Nöte und Schwierigkeiten für die Geschwister, die 1934 zur Gründung des Almbruderhofes in Silum im Fürstentum Liechtenstein führten. Inmitten dieser schweren Lage starb Eberhard Arnold plötzlich und unerwartet am 22. November 1935 in Darmstadt an den Folgen der Operation eines komplizierten Beinbruches.
Die von Arnold gegründeten Bruderhofgemeinschaften gibt es heute in Deutschland, England, Australien und den USA.

## Schriften (Auswahl)

Rund ein Viertel der im Gesangbuch Sonnenlieder enthaltenen Lieder stammt aus der Feder Eberhard Arnolds.

- Urchristliches und Antichristliches im Werdegang Friedrich Nietzsches. Bruno Becker, Eilenburg 1910.
- Lebensweise lebendiger Gemeinden. Oncken, Kassel 1913.
- Innenland. Ein Wegweiser in die Seele der Bibel. Furche-Verlag, Berlin 1918.
- Die Religiosität der heutigen Jugend. Furche-Verlag, Berlin 1919.
- mit Emmy von Hollander: Die ersten Christen nach dem Tode der Apostel. Eberhard Arnold-Verlag, Sannerz 1926.
- Licht und Feuer. Das Weltgericht der Weltgeschichte und das sammelnde Licht der Gemeinde Christi. Eberhard Arnold-Verlag, Neuhof bei Fulda 1933.
- Das Gewissen. Sein Zeugnis und seine Gesundung. Buchverlag des Almbruderhof, Silum (Post Triesenberg) 1936.
- Das Erleben Gottes. Buchverlag des Almbruderhof, Silum (Post Triesenberg) 1936.
- Herz, Seele und Geist. Buchverlag des Almbruderhof, Silum (Post Triesenberg) 1936.
- Salz und Licht. Über die Bergpredigt. Brendow-Verlag, Moers 1982, ISBN 3-87067-166-1.
- Die Revolution Gottes. Aus dem Lebenszeugnis der hutterischen Gemeinschaften. Radius-Verlag, Stuttgart 1984, ISBN 3-87173-689-9.
- Gesammelte Reden und Schriften. Buchverlag des Almbruderhof, Pflug-Verlag der Hutterischen Bruderhof-Gemeinschaft, Silum (Post Triesenberg) 1992.
- (Hrsgb.) Leben im Licht, Über Gemeinschaft, Gerechtigkeit und Liebe – Eine Einführung in das Denken von Eberhard Arnold,(Eine Auswahl von Aufsätzen und Ansprachen 1920–1935), Plough Publishing House, New York 2015, Vorwort von Jürgen Moltmann